# Астерікс і Золотий серп
«Астерікс і Золотий серп» (фр. La serpe d'or) — другий том коміксу про пригоди галла Астерікса авторства Рене Ґоссінні (текст) та Альберта Удерзо (малюнки).
Починаючи з 1960 року комікс виходив частинами на сторінках французького журналу «Pilote». Окреме друковане видання вперше вийшло у 1962 році.

## Сюжет
Панорамікс зламав свій золотий серп, без якого не тільки не може піти на щорічний з'їзд друїдів, але й зрізати омелу — важливий інгредієнт чарівного напою, який дає галлам надлюдську силу.
Астерікс і Обелікс вирушають у подорож, щоб купити серп у найкращого виробника, якого знає Панорамікс, — Амерікса (далекого двоюрідного брата Обелікса), що мешкає в Лютеції.
Приїхавши в Лютецію, виявляється, що магазин Амерікса закритий, і ніхто з мешканців міста не бажає говорити про зникнення його власника. Астерікс і Обелікс розпочинають пошуки .

## Приховані посилання
- Префект Лютеції, Граккус Флакус, є карикатурою на актора Чарльза Лоутона, відомого серед іншого своїми ролями римських державних діячів[4] ;
- У Сундунумі Астерікс і Обелікс потрапляють на великі перегони на волових упряжках; це натяк на автоперегони 24 години Ле-Мана[5] .